# În fiecare luni și joi
În fiecare luni și joi este un film românesc din 1973 regizat de Doru Segall.